# Архарлинський сільський округ
Архарли́нський сільський округ (каз. Арқарлы ауылдық округі, рос. Архарлинский сельский округ) — адміністративна одиниця у складі Алакольського району Жетисуської області Казахстану. Адміністративний центр — село Архарли.
Населення — 558 осіб (2021; 611 у 2009, 1130 у 1999, 1233 у 1989).
Станом на 1989 рік існувала Архарлинська сільська рада (село Архарли).